# محمود علي الفلاحي
الشيخ محمود علي الفلاحي، (1950-2021)، فقيه وكاتب وأديب واعلامي وداعية إسلامي عراقي.
وهو صاحب مدرسة الفكر الإسلامي المصور ومصمم لمجلة المفكر والابداع ومجلة الإرشاد الإسلامي للاطفال ومجلة المنطلق للاطفال.

## نشأته ودراسته
- ولد محمود الفلاحي في بغداد، وبها نشأ وتعلم القرآن ودرس اصول الدين على يد علماء عصره.
- اكمل تعليمه في الدراسة الاعدادية ثم التحق بالمعهد الإسلامي ببغداد، وحصل على شهادة البكلوريوس من جامعة الإمام الأعظم.

يعتبر الشيخ محمود الفلاحي من دعاة الإسلام في العراق، شغل منصب الإمامة والخطابة في الكثير من مساجد بغداد، وشغل منصب مدير قسم الإرشاد الإسلامي في ديوان الوقف السني، وكان عضواً في المجلس العلمي المركزي في ديوان الوقف السني، وهو صاحب مدرسة الفكر الإسلامي المصور، والتي كان لها اثرها الكبير في دعوة الناس وهدايتهم من خلال المعارض المصورة التي ابتكرها وكان يقيمها في عموم العراق، بل استنسختها دول أخرى ثم طورتها فنياً.
كان الشاب المقرب من الشيخ المصري محمود غريب إمام وخطيب جامع الحاج بنية في عقد السبعينيات والثمانينيات من القرن العشرين، والذي ابتكر فيهِ فكرة الدورات القرآنية الصيفية التي ما زالت تقام في معظم مساجد العراق، وكان محمود الفلاحي أول من ساعده لنشر هذهِ الفكرة وتطبيقها، والتي كان لها الأثر الكبير في نشر الدعوة وهداية عوائل كاملة للالتزام بالشرع الإسلامي.
وكان الشيخ محمود غريب يلقبه ويقول: (لم أجد شاباً مثل محمود الفلاحي حينما قدمت العراق، فهو كتلة من الإخلاص).
وكان الشيخ محمود غريب يقول: (لما جئت للعراق، وبدأت العمل الدعوي، جاءني محمود الفلاحي وكان شاباً، فقال: يا شيخ اريد العمل معك، فقلت: انك لن تستطيع معي صبرا، فقال: ستجدني ان شاء الله صابراً ولا اعصي لك أمرا، فوافقت وقلت له: نتوكل على الله، فوالله وجدته صابراً ولم يعص لي أمراً).

## من مؤلفاته
ألف محمود الفلاحي العديد من المؤلفات الدعوية بلغت المائة مؤلف أو أكثر منها كتب ومجلات للسيرة النبوية أو الدعوة أو التاريخ الإسلامي نشرتها مطبعة ديوان الوقف السني ومنها ما زال مخطوطاً لم يطبع. وهو صاحب مدرسة الفكر الإسلامي المصور، ومصمم لمجلة المفكر والابداع، ومجلة الإرشاد الإسلامي للاطفال، ومجلة المنطلق للاطفال.
ومن كتبهِ المطبوعة:
- الإرهاب لادين له.
- مضار التدخين.
- قادة فتح العراق وفلسطين.

## وفاته
توفي الشيخ محمود الفلاحي في بغداد فجر يوم الثلاثاء 6 شوال 1442 هـ /18 أيار 2021م.